# Liste des districts de l'Uttar Pradesh

Districts de l'Uttar Pradesh.

L'Uttar Pradesh est formé de 75 districts regroupés en 18 divisions.

## Liste des districts par division
| Division               | Chef lieu       | District                                                                  | Carte |
| ---------------------- | --------------- | ------------------------------------------------------------------------- | ----- |
| division d'Agra        | Agra            | - Āgrā - Firozabad - Mainpuri - Mathura                                   |       |
| Division d'Aligarh     | Aligarh         | - Aligarh - Etah - Hathras - Kanshiram Nagar                              |       |
| division d’Allahabad   | Allahabad       | - Allahabad - Fatehpur - Kaushambi - Pratapgarh                           |       |
| division d'Azamgarh    | Azamgarh        | - Azamgarh - Ballia - Mau                                                 |       |
| division de Bareli     | Bareli          | - Badaun - Bareli - Pilibhit - Shahjahanpur                               |       |
| division de Basti      | Basti           | - Basti - Sant Kabir Nagar - Siddhartha Nagar                             |       |
| division de Chitrakoot | Chitrakoot Dham | - Banda - Chitrakoot - Hamirpur - Mahoba                                  |       |
| division de Devipatan  | Gonda           | - Bahraich - Balrampur - Gonda - Shravasti                                |       |
| division de Faizabad   | Faizabad        | - Ambedkar Nagar - Amethi - Barabanki - Faizabad - Sultanpur              |       |
| division de Gorakhpur  | Gorakhpur       | - Deoria - Gorakhpur - Kushinagar - Maharajganj                           |       |
| division de Jhansi     | Jhansi          | - Jalaun - Jhansi - Lalitpur                                              |       |
| division de Kanpur     | Kanpur          | - Auraiya - Etawah - Farrukhabad - Kannauj - Kanpur Dehat - Kanpur Nagar  |       |
| division de Lucknow    | Lucknow         | - Hardoi - Lakhimpur Kheri - Lucknow - Raebareli - Sitapur - Unnao        |       |
| division de Meerut     | Meerut          | - Bagpat - Bulandshahr - Gautam Buddha Nagar - Ghaziabad - Hapur - Meerut |       |
| division de Mirzapur   | Mirzapur        | - Mirzapur - Sant Ravidas Nagar - Sonbhadra                               |       |
| division de Moradabad  | Moradabad       | - Amroha - Bijnor - Moradabad - Rampur - Sambhal                          |       |
| division de Saharanpur | Saharanpur      | - Muzaffarnagar - Shamli - Saharanpur                                     |       |
| division de Varanasi   | Varanasi        | - Chandauli - Ghazipur - Jaunpur - Varanasi                               |       |

## Liste alphabétique des districts
| Code | District            | Centre administratif | Carte |
| ---- | ------------------- | -------------------- | ----- |
| AG   | Agra                | Agra                 |       |
| AH   | Allahabad           | Allahabad            |       |
| AL   | Aligarh             | Aligarh              |       |
| AN   | Ambedkar Nagar      | Akbarpur             |       |
| AU   | Auraiya             | Auraiya              |       |
| AZ   | Azamgarh            | Azamgarh             |       |
| BB   | Barabanki           | Barabanki            |       |
| BD   | Badaun              | Badaun               |       |
| BH   | Bahraich            | Bahraich             |       |
| BI   | Bijnor              | Bijnor               |       |
| BL   | Ballia              | Ballia               |       |
| BM   | Sambhal (Bhimnagar) | Sambhal              |       |
| BN   | Banda               | Banda                |       |
| BP   | Balrampur           | Balrampur            |       |
| BR   | Bareli              | Bareli               |       |
| BS   | Basti               | Basti                |       |
| BU   | Bulandshahr         | Bulandshahr          |       |
| CD   | Chandauli           | Chandauli            |       |
| CT   | Chitrakoot          | Chitrakoot Dham      |       |
| DE   | Deoria              | Deoria               |       |
| ET   | Etah                | Etah                 |       |
| EW   | Etawah              | Etawah               |       |
| FI   | Firozabad           | Firozabad            |       |
| FR   | Farrukhabad         | Fatehgarh            |       |
| FT   | Fatehpur            | Fatehpur             |       |
| FZ   | Faizabad            | Faizabad             |       |
| GB   | Gautam Buddha Nagar | Greater Noida        |       |
| GN   | Gonda               | Gonda                |       |
| GP   | Ghazipur            | Ghazipur             |       |
| GR   | Gorkakhpur          | Gorakhpur            |       |
| GZ   | Ghaziabad           | Ghaziabad            |       |
| HM   | Hamirpur            | Hamirpur             |       |
| HR   | Hardoi              | Hardoi               |       |
| HT   | Mahamaya Nagar      | Hathras              |       |
| JH   | Jhansi              | Jhansi               |       |
| JP   | Jyotiba Phule Nagar | Amroha               |       |
| JU   | Jaunpur             | Jawnpur              |       |
| KD   | Kanpur Dehat        | Akbarpur             |       |
| KJ   | Kannauj             | Kannauj              |       |
| KN   | Kanpur Nagar        | Kanpur               |       |
| -    | Kanshi Ram Nagar    | Kasganj              |       |
| KS   | Kaushambi           | Manjhanpur           |       |
| KU   | Kushinagar          | Kushinagar           |       |
| LA   | Lalitpur            | Lalitpur             |       |
| LK   | Lakhimpur Kheri     | Lakhimpur            |       |
| LU   | Lucknow             | Lucknow              |       |
| MB   | Mau                 | Mau                  |       |
| ME   | Meerut              | Meerut               |       |
| MG   | Maharajganj         | Maharajganj          |       |
| MH   | Mahoba              | Mahoba               |       |
| MI   | Mirzapur            | Mirzapur             |       |
| MO   | Moradabad           | Moradabad            |       |
| MP   | Mainpuri            | Mainpuri             |       |
| MT   | Mathura             | Mathura              |       |
| MU   | Muzaffarnagar       | Muzaffarnagar        |       |
| PI   | Pilibhit            | Pilibhit             |       |
| PR   | Pratapgarh          | Pratapgarh           |       |
| RA   | Rampur              | Rampur               |       |
| RB   | Rae Bareli          | Rae Bareli           |       |
| SA   | Saharanpur          | Saharanpur           |       |
| SI   | Sitapur             | Sitapur              |       |
| SJ   | Shahjahanpur        | Shahjahanpur         |       |
| SH   | Shamli              | Shamli               |       |
| SN   | Siddhartha Nagar    | Navgarh              |       |
| SO   | Sonbhadra           | Robertsganj          |       |
| SR   | Sant Ravidas Nagar  | Gyanpur              |       |
| SU   | Sultanpur           | Sultanpur            |       |
| SV   | Shravasti           | Shravasti            |       |
| UN   | Unnao               | Unnao                |       |
| VA   | Varanasi            | Varanasi             |       |
| -    | Hapur               | Hapur                |       |